# Engelbert Kaempfer
Engelbert Kaempfer (Lemgo, 16. rujna 1651. − Lemgo-Lieme, 2. studenog 1716.), njemački prirodoslovac, istraživač i putopisac koji je između 1683. i 1693. godine putovao Rusijom, Iranom, Indijom, Indokinom i Japanom. Svoja putovanja pretočio je u dvije knjige − Amoenitatum Exoticarum (1712.) značajnu po njegovim botaničkim opažanjima i opsežnim opisima biljaka Azije, te Povijest Japana koja je postumno objavljena 1727. godine i tijekom 18. stoljeća predstavljala je najznačajniji izvor zapadnjačkog znanja o Japanu. U biologiji se rabi kratica Kaempf. kad se citira botaničko ime.

## Poveznice
- Japanologija